# Institut Internacional de Premsa
L'Institut Internacional de Premsa (IIP) és una organització mundial dedicada a la promoció i protecció de la llibertat de premsa i la millora de les pràctiques del periodisme. Fundat l'octubre de 1950, l'IIP compta amb membres en més de 120 països.
Els membres de l'IIP són editors i executius de mitjans de comunicació que treballen per alguns dels mitjans de comunicació més respectats del món. L'IIP també ha establert una nova categoria d'afiliació per a caps de departaments de mitjans de comunicació, caps d'agències, corresponsals i altres. En diversos països, els membres de l'IIP han establert comitès estatals que ajuden a millorar la situació per mitjans de comunicació en els respectius països.
L'Institut compta amb un estatus consultiu amb les Nacions Unides, la UNESCO i el Consell d'Europa. També és un membre de l'Intercanvi Internacional per la Llibertat d'Expressió. L'octubre 2006, l'Acadèmia de les Ciències i les Arts de Televisió va reconèixer l'IIP amb un Premi Emmy Internacional per la seva feina per la llibertat de la premsa.

## Activitats

### Accions per la llibertat de premsa
L'IIP vigila la llibertat de premsa arreu del món i respon a les amenaces i atacs contra periodistes i mitjans de comunicació enviant cartes de protesta als governs i les organitzacions intergovernamentals. Els seus membres sovint alerten d'aquestes amenaces al si de l'IIP, ja que molts d'ells experimenten aquestes dificultats de primera mà en l'exercici de la seva professió.
També duu a terme missions a països on la llibertat de premsa està amenaçada, tot reunint-se amb funcionaris governamentals, diplomàtics, periodistes i organitzacions no governamentals, i oferint representació legal i suport en casos judicials.

### Recerca
L'Institut investiga qüestions relacionades amb els mitjans de comunicació i edita diverses publicacions sobre la llibertat de premsa, entre ells la revista trimestral Global Journalist. L'IIP examina regularment noves lleis de mitjans de comunicació i proporciona als governs recomanacions sobre la manera de posar la seva legislació en conformitat amb les normes internacionalment acceptades en aquesta matèria. També porta un registre dels periodistes assassinats arreu del món.
Cada any, l'IIP publica un informe autoritzat sobre les violacions dels mitjans de comunicació de tot el món anomenat The World Press Freedom Review.

### Herois mundials de la llibertat de premsa
El 2000, amb motiu del seu cinquantè aniversari, l'Institut Internacional de Premsa va nomenar cinquanta periodistes com als herois mundials de la llibertat de premsa. Des de llavors, a data de 2011, s'hi han afegit deu més, incloent-hi, a títol pòstum, els periodistes assassinats Hrant Dink i Anna Politkóvskaia.

### Premi Pioner dels Mitjans Lliures
Establert el 1996, el Premi Pioner dels Mitjans premia els individus o organitzacions que lluiten contra grans dificultats per garantir mitjans més lliures i independents al seu país. El premi és copatrocinat pel Fòrum de la Llibertat, una fundació internacional apartidista dedicada a la llibertat de premsa i llibertat d'expressió.

### Congrés mundial
Cada any, l'Institut organitza un congrés internacional on diversos centenars d'editors, redactors i periodistes d'alt nivell de tot el món es reuneixen per debatre i discutir una sèrie de qüestions que concerneixen la lluita pels mitjans de comunicació lliures.